# Peru op de Olympische Zomerspelen 1956
Peru nam deel aan de Olympische Zomerspelen 1956 in Melbourne, Australië. Het maakte zijn rentree nadat het vier jaar geleden ontbrak. Er werd geen medaille gehaald.

## Deelnemers en resultaten

### Schietsport
| Olympiër             | Discipline                  | Resultaat | Prestatie                          |
| -------------------- | --------------------------- | --------- | ---------------------------------- |
| Oscar Caceres        | 50m geweer 3 houdingen (m)  | 25e       | 1135 punten: (397-382-365)         |
| Luis Coquis          | 50m geweer 3 houdingen (m)  | 29e       | 1124 punten: (392-379-353)         |
| Oscar Caceres        | 50m geweer liggend (m)      | 21e       | 594 punten: (97-98-99-100-100-100) |
| Luis Coquis          | 50m geweer liggend (m)      | 28e       | 593 punten: (99-99-98-97-100-100)  |
| Guillermo Baldwin    | 300m geweer 3 houdingen (m) | 14e       | 1040 punten: (379-359-302)         |
| Rubén Váldez         | 300m geweer 3 houdingen (m) | 12e       | 1044 punten: (373-338-333)         |
| Francisco Otayza     | 50m pistool (m)             | 29e       | 503 punten: (81-83-84-87-85-83)    |
| Antonio Vita         | 50m pistool (m)             | 22e       | 519 punten: (88-81-86-92-81-91)    |
| Guillermo Cornejo    | 25m snelvuurpistool (m)     | 17e       | 560 punten: (278-282)              |
| Armando López-Torres | 25m snelvuurpistool (m)     | 26e       | 540 punten: (263-277)              |

Afghanistan · Argentinië · Australië · Bahama's · België · Bermuda · Birma · Brazilië · Brits-Guiana · Bulgarije · Cambodja* · Canada · Ceylon · Chili · Colombia · Cuba · Denemarken · Duits eenheidsteam · Egypte* · Ethiopië · Fiji · Filipijnen · Finland · Frankrijk · Griekenland · Groot-Brittannië · Hongarije · Hongkong · Ierland · IJsland · India · Indonesië · Iran · Israël · Italië · Jamaica · Japan · Joegoslavië · Kenia · Liberia · Luxemburg · Malakka · Mexico · Nederland* · Nieuw-Zeeland · Nigeria · Noord-Borneo · Noorwegen · Oeganda · Oostenrijk · Pakistan · Peru · Polen · Portugal · Puerto Rico · Roemenië · Singapore · Sovjet-Unie · Spanje* · Taiwan · Thailand · Trinidad en Tobago · Tsjecho-Slowakije · Turkije · Uruguay · Venezuela · Verenigde Staten · Vietnam · Zuid-Afrika · Zuid-Korea · Zweden · Zwitserland*

*alleen deelgenomen in Stockholm